# Липовка (Донецкая область)
Липовка (укр. Липівка) — село в Соледарской городской общине Бахмутского района Донецкой области Украины.
Население по переписи 2001 года составляет 6 человек. Почтовый индекс — 84531. Телефонный код — 6274.